# Dulcia von Gévaudan

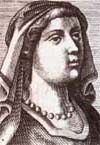
Dulcia von Gévaudan, historisierendes Porträt

Dulcia (auch Douce oder Dolça sowie von Rouergue oder von Provence) (* 1095 oder 1100; † 28. November 1127 oder 1130) war aus eigenem Recht Gräfin von Provence und Vizegräfin von Millau sowie durch Heirat mit Raimund Berengar III. Gräfin von Barcelona.

## Leben
Dulcia war die ältere Tochter Gilberts von Gévaudan und Gerbergas von Provence. Nachdem ihr Vater ermordet worden war, verheiratete ihre Mutter sie am 3. Februar 1112 mit dem Grafen Raimund Berengar III. von Barcelona als seine dritte Frau. Dulcia war mütterlicherseits Erbin des südlichen Teils der Grafschaft Provence sowie väterlicherseits des Gévaudan und der Markgrafschaft Carlat. Gerberga von Provence übertrug ihr diese Besitzungen zwei Tage vor der Hochzeit.
Dulcias Tod leitete eine Zeit der Instabilität in der Provence ein, da ihre Schwester Stephanie (französisch Étienne) Ansprüche auf das Erbe erhob. Die nachfolgenden Auseinandersetzungen zwischen Provenzalen und eingeheirateten Katalanen, die im Französischen Guerres Baussenques genannt werden, dauerten von 1144 bis 1162.
Die gemeinsamen Kinder mit Raimund Berengar III. waren:
- Tochter (* 1105/06; † vor 1112)
- Raimund Berengar IV. von Barcelona (* um 1113; † 1162), ⚭ Petronella von Aragón, Königin von Aragón, Tochter des Königs Ramiro II. dem Mönch und der Herzogin Agnes von Aquitanien
- Berengar Raimund I. von Provence (* 1113/1114; † 1144), ⚭ Béatrice von Melgueil
- Bernat von Barcelona (* 1115/1116; † nach 20. Januar 1117), jung gestorben
- Berenguela oder (Berengaria) von Barcelona (* 1108 oder 1116; † Januar/Februar 1149),[5] ⚭ Alfons VII., König von Kastilien
- Jimena von Barcelona (* 1117/18; † nach 1136), ⚭ Roger III., Graf von Foix[6]
- Mahalta von Barcelona, ⚭ Wilhelm IV., Herr von Castellvell
- Almodis von Barcelona (* um 1126; † nach 14. März 1175), ⚭ Ponce de Cervera, Vizegraf von Bas